# Khor Fakkan
Khor Fakkan (Arabisch: خورفكان) is een kuststad gelegen aan de Golf van Oman aan de oostkust van de  Verenigde Arabische Emiraten (VAE). De stad ligt aan de baai van Khor Fakkan en heeft een natuurlijke haven. De stad behoort tot het emiraat Sharjah, maar is volledig omringd door het emiraat Fujairah.
Rond begin 1500 waren de Portugezen actief in de regio, maar na twee eeuwen kwam het gebied vast in handen van de Omani. De sjeik van Sharjah nam in 1832 de stad en de haven in. In 1952 werd Fujairah als zelfstandig emiraat erkend, maar Khor Fakkan bleef bij Sharjah. Het is na Fujairah de grootste stad aan de oostkust van de VAE. Het is een belangrijke havenplaats met een grote containerterminal.

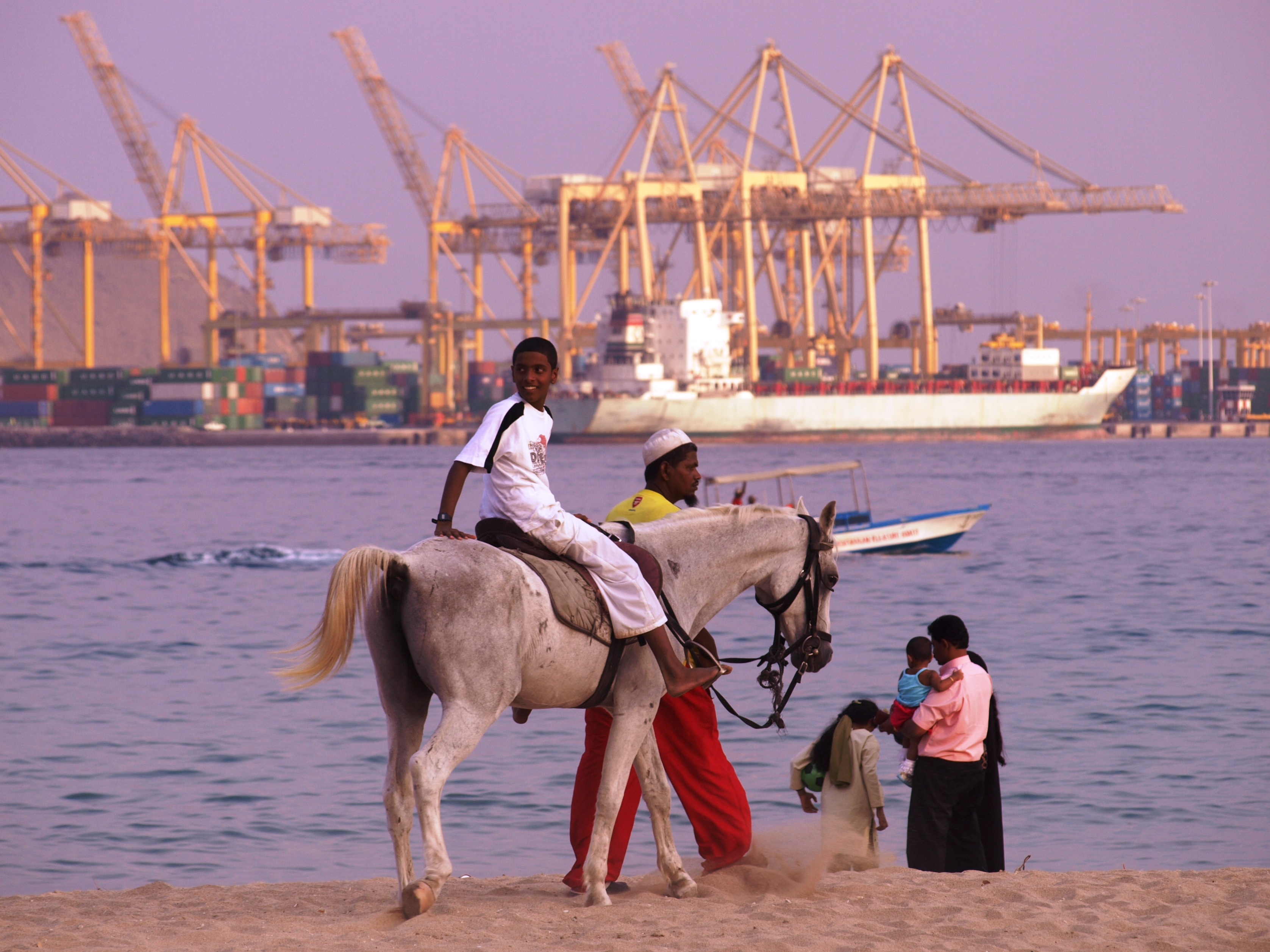
Zicht op haven

De containerterminal staat onder beheer van het bedrijf Gulftainer. De kade heeft een lengte van 1880 meter en zes plaatsen waar de schepen met een maximale diepgang van 16 meter kunnen aanmeren. Er zijn 18 containerkranen, waarvan 10 Super Post-Panamaxkranen, en het terrein is groot genoeg om 45.000 containers te stallen. Met een vrachtauto duurt het circa drie uur om de containers naar de belangrijkste bevolkingscentra aan de westkust van de VAE te rijden.